# صورة غير مكتملة
صورة غير مكتملة (بالإنجليزية: Unfinished Portrait)‏ هي رواية شبه سيرة ذاتية من تأليف وإنشاء الكاتبة الإنجليزية أجاثا كريستي ونشرت لأول مرة في المملكة المتحدة في مارس عام 1934 وفي الولايات المتحدة في وقت لاحق من نفس العام. وهي ثاني رواية من ست روايات لأجاثا كريستي كتبتها باسمها المستعار ماري ويستماكوت. بيعت النسخة البريطانية من الرواية مقابل سبعة شلنات وستة بنسات، فيما بيعت النسخة الأمريكية منها بدولارين اثنين.

## ملخص حبكة الرواية
تفكر سيليا، في خضم إجراءات الطلاق، وبعد أن حرمت من الأشخاص الوحيدين الذين تهتم لأمرهم، بالإقدام على الانتحار. لكنها تلتقي، خلال فترة تواجدها في جزيرة مهجورة بـ «لارابي»، رسام البورتريه الناجح الذي يشاركها الحديث لليلة كاملة، ويتمكن من التعرف على أكبر مخاوفها. يترك لارابي سيليا في نهاية الأمر، على أمل أن يكون الشخص الذي قد ساعدها على التصالح مع ماضيها.

## الأهمية الأدبية والمراجعات
عرضت إحدى المراجعات التي نشرت في الملحق الأدبي الخاص بصحيفة نيويورك تايمز في 12 أبريل من عام 1934 حبكة الرواية وذكرت: «يضع الفنان، الذي يعيد سرد قصة حياة سيلينا، النقاطَ في نهاية كل فقرة من فقرات قصة حياتها، وهي سلوكية مزعجة؛ لكن، يتوجب علينا أن نغفر له، لأننا نرى في نهاية الفصل بأنه تمكن من مداواة روح سيليا في لحظة واحدة لا يمكن التنبؤ بها».
تحدث ملحق صحيفة نيويورك تايمز لمراجعة الكتب الصادر في التاسع من شهر ديسمبر من عام 1934 حول بناء حبكة رواية «صورة غير مكتملة» المتمثلة بإخبار سيليا قصة حياتها للارابي، فقال: «تبدو طريقة الكتابة هذه، في بادئ الأمر، مصطنعة وغير ضرورية، ولكن، يجري استخدامها في الجزء الأخير من الرواية بشكل فعال». خلصت الصحيفة في مقالتها هذه إلى أنّ إنجاز رواية «صورة غير مكتملة»، باعتبارها دراسة لطبيعة عاطفية قد تبلغ حد المرض، قد تم بشكل جيد إلى حد ما. تستحق الرواية القراءة، لسردها قصة طفولة سيليا بطريقة عاطفية –ومسلية في بعض الأحيان. يتحدث فصل الحكاية الذي يحمل عنوان «جدة سيليا» عن سيدة كبيرة في السن -فيكتورية لا تُغلب، وتتسم بحبها الشديد للحياة وبالقدرة الكبيرة على التحكم بـ «الرجل» وباهتمامها المخيف بالرحيل الأخير لأصدقائها ولأفراد عائلتها الذين غلبتهم وتمكنت من البقاء، بعدهم، على قيد الحياة.

## تاريخ النشر
- 1934، عن دار نشر وليام كولينز وأبنائه في (لندن)، نُشرت الرواية بغلاف فني في شهر مارس من عام 1934، واشتملت في هذه النسخة على 320 صحفة.
- 1934، أصدرت دار نشر دوبليداي في (نيويورك) نسخة أخرى من الرواية في نفس العام، وتضمنت غلافًا فنيًا أيضًا، واشتملت هذه النسخة على 323 صحفة.
- 1964، عن دار نشر ديل بوكس في (نيويورك)، بغلاف ورقي، واشتملت على 284 صحفة.
- 1972، عن دار نشر أربور هاوس في (نيويورك)، بغلاف فني، واشتملت على 284 صحفة أيضًا.
- 1986، عن دار نشر فونتانا بوكس (وحملت علامة دار نشر هاربر كولنز)، بغلاف ورقي، وحملت الرواية في هذه النسخة رقم 0-00-617373-X للكتاب المعياري الدولي.

استخدمت أولى نسخات الرواية في كل من الولايات المتحدة الأمريكية والمملكة المتحدة نفس الرسم (الذي وضعه هوكواي كويلز) كغلاف للكتاب. الأمر الذي لم يحدث في قصص أجاثا كريستي سوى مرتين اثنتين، مرة في رواية قضية ستايلز الغاضبة عام 1920، والأخرى في رواية نجمة على مدى بيت لحم التي نشرت عام 1965.

## الإهداء
لم يشتمل هذا الكتاب على أي إهداء، تمامًا كما هو الحال مع جميع الكتب التي ألفتها أجاثا كريستي مستخدمة فيها اسم «ماري ويستماكوت» المستعار، باستثناء رواية خبز العملاق.